# Gej ikona
Gej ikona / Dycon je zvijezda ili neka druga javna osoba s velikim brojem obožavatelja i obožavateljica unutar gej i lezbijske zajednice. Također, gej ikona je i svaka javna osoba ili zvijezda koja otvoreno i javno podržava pitanja LGBTIQ zajednice i daje joj bezrezervnu podršku. Prvom polovicom XX. stoljeća, kada se zapravo počelo govoriti o gej ikonama, one bile su i osobe snažnog karaktera i s mnogo životnih tragedija koje su preživjele ili pak koje su tragično okončale svoje živote. 
Kada se govori o gej ikoni, uglavnom se misli na heteroseksualnu ženu, dok heteroseksualni muškarci uživaju nešto drugačiji status. Gej ikone u glavnom ne mogu biti istovremeno i LGBTIQ osobe.

## Povijest
Prva gej ikona bila je Judy Garland, a njezina smrt se u brojnim radovima koje se tiču LGBTIQ povijesti bilježi gotovo kao nova era. Naime noć nakon njezinog pokopa 27. lipnja 1969. započela je pobuna u Stonewall Inn diskoteci, po kojoj se danas obilježava Međunarodni dan ponosa - (gay) Pride. Iako se radi samo o slučajnosti jer je Judy umrla pet dana ranije, ipak je vladala velika žalost unutar gej zajednice, osobito na dan njezinog pokopa. Gej muškarci su je obožavali zbog njezinih životnih tragedija s kojima su se poistovjećivali, te zbog uloge i pjesme iz filma "Čarobnjak iz Oza"' - Somewhere over the Rainbow. 
Joan Crawford je bila potpuno drugačija gej ikona od Judy Garland zbog svog snažnog karaktera "besmrtnice" i "zle" žene Hollywooda. Od glumica "zlatnog Hollywooda" tu su još i Bette Davis, Marilyn Monroe,  Greta Garbo, te vjerojatno najveća dycon svih vremena - Marlene Dietrich, za koju se pričalo da je "ionako bila više lezbijka nego bilo što drugo". Joan Crawford je naslijedila Joan Collins zahvaljujući liku Alexis i kultnoj Dinasty, seriji koja je ujedno i gej simbol 80ih godina, zahvaljujući prvom gej liku u tzv. "dnevnim sapunicama", Stephenu. Reaganove osamdesete, zajedno uz HIV/AIDS mogu se smatrati kao najgore razdoblje u novijoj gej povijesti, a lik moćne Alexis, koji je podržavao i stajao uz sina Stephena, a sve odigrano u okruženju s tada najmodernijim kostimima, idealna su kombinacija što je gej publika osamdesetih mogla dobiti. Zahvaljujući upravo Dinastiji, a kasnije i Merlose Placeu, Aaron Spelling je također smatran kao neka vrsta gej ikone.

## Današnje gej ikone
Danas napoznatije gej ikone su bez dvojbe Cher, Barbra Streisand i Madonna, te Kylie Minogue. Te žene imaju tako veliku gej publiku i toliki status gej simbola da u nekim gradovima, poput Londona, Los Angelesa i New Yorka, održavaju koncerte posebno za LGBTIQ zajednicu. Madonna je primjerice album "Confessions on a Dancefloor" posvetila svojoj gej publici, a njegovo predstavljanje je održala u poznatom lancu diskoteka G-A-Y. Uz Madonnu, Kylie i Cher, mnoge druge žene imaju veliku gej publiku, te su im također posvećivale pjesme, albume, nastupe, filmove ili političku i javnu podršku: Christina Aguilera (koja od svih navedenih ima najviše šanse da zamjeni "veliku četvorku"), Whitney Houston, Janet Jackson (koja je na jednom Pride-u izjavila kako "ga i ona voli primati straga"), Grace Jones (koja ima takav status da je njezini fanovi zovu boginjom), Naomi Campbell, Glenn Close, Beyoncé Knowles, Cyndi Lauper, Annie Lennox, Debra Messing, Diana Ross, Bette Midler, Edith Piaf, Liza Minnelli, Elizabeth Taylor, Angelina Jolie, Courtney Love, Dolly Parton, Shakira, Katy Perry, Martha Stewart, Bette Midler, Macy Gray,Tori Amos, Calista Flockhart, Lucy Liu, Sinead O'Connor, LaToya Jackson, Zsa Zsa Gabor, Paris Hilton, princeza Diana od Walesa, Dusty Springfield, Tina Turner, Oprah Winfrey, a od glazbenih sastava, bez konkurencije ABBA, te još Scissor Sisters, Weather Girls i Pointer Sisters.
Zvijezde poput Loredana Bertè, Paola e Chiara, Azucar Moreno i italo-francuske gej ikone Dalide najpoznatije su gej ikone romanskog govornog područja.
Tu svakako posebno treba izdvojiti Megan Mullally, zbog lika Karen u seriji "Will & Grace", Kim Cattrall kao lik Samanthe u "Sex and the City", te britanske komičarke Dawn French i glavne glumice serije "Absolutely Fabulous", Jennifer Saunders i Joanna Lumley, koje u Europi uživaju kultni gej status.
Od tv serija koje uživaju status gej ikone, uz Absolutely Fabulous u Europi i Dinasty u SADu, tu su svakako treba dodati i Will & Grace, Sex and the City, te serije Golden Girls, OZ, Let Them Eat Cake i Ally McBeal.
Također postoje i bivše gej ikone, poput Glorie Gaynor, koja je postala ikona zahvaljujući gej himni "I Will Survive", a prestala to biti nakon što je početkom osamdesetih izjavila da je "AIDS Božija kazna za homoseksualce", što je rezultiralo čak i javnim uništavanjem njezinih ploča. Gloria Gaynor više nikada nije bila zvijezda, ali njezina pjesma ostala je vječnom gej himnom, kao i "YMCA" od Village People, iako se zapravo radi o konzervativnoj kršćanskog organizaciji (Young Men Christian Association) koja promiče tradicionalne obiteljske vrijednosti. Subverzija se zapravo nalazi u samim stihovima:
Južnoafrikana, oskarovka Charlize Theron i njezin zaručnik Irac Stuart Townsend su u znak potpore istospolnom braku u SAD-u rekli da će sklopiti brak tek kada SAD isto omogući gejevima i lezbijkama.
Istu stav su izrekli i Angelina Jolie i Brad Pitt nekoliko mjeseci nakon Charlize Theron i Stuarta Townsenda.

## Gay-ikone u Hrvatskoj?
U Hrvatskoj veoma je teško pronaći "pravu" gay-ikonu, upravo zbog toga što nedostaje element podrške i solidarnosti, uz ostale "kriterije". Svakako, gotovo većina gayeva smatra da su hrvatske gay-ikone Josipa Lisac i Radojku Šverko koja je to postala gotovo preko noći, nastupom s London Gay Symphony Orchestra na drugom Queer Zagrebu 2004. godine otpjevavši neke gay-klasike poput "Somewhere over the Rainbow" od Judy Garland i "People" Barbare Streisand te medijskim istupima koje je u to vrijeme imala. Uz Šverko i Josipu Lisac tu treba svakako dodati i Severinu, Žuži Jelinek, Maju Vučić, Lidiju Bajuk, Ninu Violić, Natali Dizdar,  novinarku RTL-a Anu Brdarić, Dariju Knez, Hloverku Novak - Srzić, Danijelu Trbović, Claudiju Beni, Nadu Gačešić - Livaković te djevojke iz bendova Lollobrigida Girls, Putokazi i E.N.I. Severinina pjesma "Moja štikla" često se spominje i kao gay-himna na prostoru bivše Jugoslavije, možda baš zahvaljujući nazinom nastupu u jednom belgijskom gay-klubu uoči Eurovizije.
S prostora bivse SFRJ svakako teba spomenuti Lepu Brenu, Nedu Ukraden, Tajči, Sladjanu Milosevic i Bebi Dol.
Osim navedenih žena, posebno su omiljene neke političarke koje također simboliziraju gay-ikone, a davale su javnu podršku i izražavale solidarnost. U SADu poznata je Hillary Clinton, senatorica države New York, latvijska predsjednica Vika Fraibergom, talijanska liberalka (radikalka) Emma Bonino,  a u Hrvatskoj Vesna Pusić, Đurđa Adlešič, Vesna Škare - Ožbolt, Andrea Feldman, Ingrid Antičević, Milanka Opačić, pravobraniteljica za ravnopravnost spolova Gordana Lukač - Koritnik i dr...

## Gay-ikone - muškarci
Od muškaraca status koji bi mogao biti pandam gay-ikoni imaju Ewan McGregor, Jude Law, Jake Gyllenhaal i Heath Ledger (posebno Ledger koji je izjavio da ne može razumjeti homofobiju), Hugh Jackman, Johnny Depp, Morrissey, David Beckham, Colin Farrell  (posebno zbog izjava u vrijeme filma "Alexander"), Paul Newman, frontmen Placeba Brian Molko, Woody Harrelson još kao i deklarirani feminist i aktivist organizacije Amnesty International, Christopher Meloni, Bill Clinton a posebno španjolski premijer José Luis Rodríguez Zapatero i glumac Kevin Bacon. U Hrvatskoj to bi mogli biti Šime Lučin, Gordan Kožulj, Marin Knežević iz Zabranjene ljubavi, Furio Radin, Ivo Banac, novinari Slobodan Štajner i Aleksandar Stanković, Dalibor Matanić, Damir Urban, Massimo Savić, Igor Hajdarhodžić, Vlado Kalember, Aleksej Puninski, Davor Gobac odnosno Psihomodo pop, a osamdesetih godina na području cijele SFRJ: Idoli, Bajaga, Zdravko Čolić, Boa, Novi fosili, Goran Bregović, Zana Nimani, Oliver Mandić...